# Onorificenze del Ghana
Elenco degli ordini cavallereschi e delle medaglie concessi dalla Repubblica del Ghana.
Il Gran Maestro è il Presidente della Repubblica del Ghana.

Stemma del Ghana

## Ordini cavallereschi
| Nastro | Onorificenza                                 |
| ------ | -------------------------------------------- |
|        | Ordine della Stella e delle Aquile del Ghana |
|        | Ordine della Stella del Ghana                |
|        | Ordine del Volta                             |

## Ordini cavallereschi locali privati
Non fanno parte delle onorificenze nazionali conferite dal Capo di Stato del Ghana, ma vengono concesso a livello locale da Togbe Osei III, sovrano di Godenu (monarchia subnazionale riconosciuta dalla Costituzione ghanese del 1992).
| Nastro | Onorificenza                         |
| ------ | ------------------------------------ |
|        | Ordine Reale dell'Elefante di Godenu |
|        | Ordine Reale del Leone di Godenu     |

## Medaglie
- Medaglia al Valore
- Medaglia della Grande Stella del Ghana